# Sedum

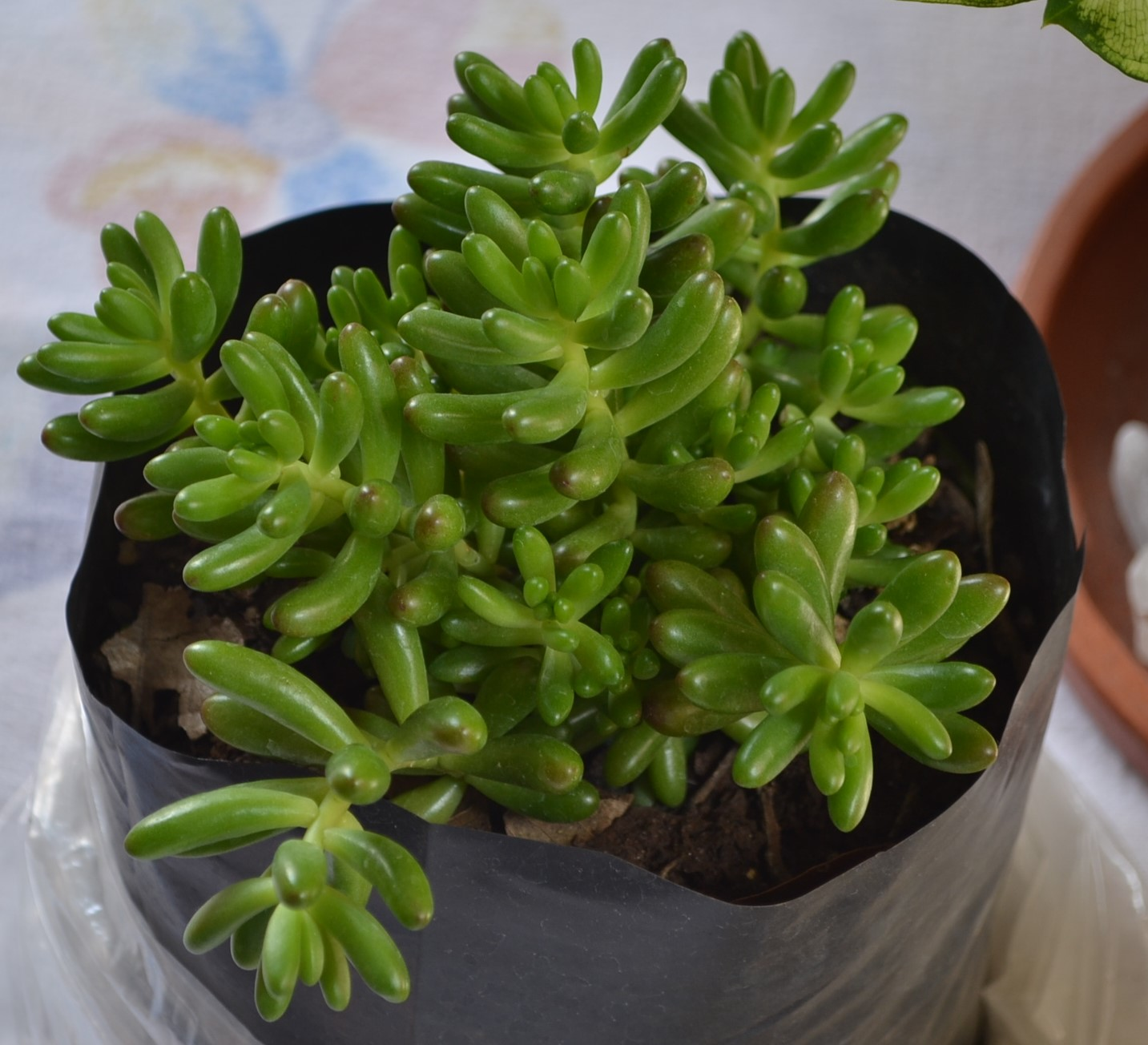
Sedum rubrotinctum

Sedum es un género de plantas suculentas de la familia Crassulaceae que comprende unas 400 especies aceptadas, de las más de 1300 descritas.

## Descripción
Son plantas anuales o perennes, a veces rizomatosas, con hojas carnosas generalmente enteras, planas o cilíndricas, alternas, aunque ocasionalmente pueden ser opuestas, verticiladas o agrupadas en rosetas basales, generalmente sésiles. La inflorescencia es habitualmente  cimosa, con flores hermafroditas, generalmente pentámeras pero que pueden variar de tetrámeras a heptámeras, con el mismo número de sépalos que de pétalos y carpelos, y generalmente dos veces más estambres. Lo sépalos generalmente carnosos, libres, con uña basal, o soldados en la base para formar un receptáculo más o menos pronunciado, generalmente en forma de copa. Los pétalos son libres o bien soldados en la base, de color blanco, amarillento o rosado-rojizo. Los carpelos son casi siempre separados y el fruto es un folículo múltiple con cada uno erectos a divergentes cuando maduros.

## Distribución y hábitat
El género está distribuido por las regiones templadas y frías de ambos hemisferios.
Son plantas muy adaptadas a la sequía, debido a la capacidad de almacenar agua en sus hojas carnosas.

## Usos
Ornamental
Los miembros de este género son muy apreciados en jardinería. Las diferentes especies, según sus alturas, requerimientos de cultivo y resistencia, son aptas para rocallas, arriates, borduras o como tapizantes bajo árboles y arbustos. Las especies más delicadas y pequeñas también se usan como planta de interior.
Alimenticio
La especie Sedum rupestre se utiliza ocasionalmente en ensaladas o como condimento, tiene sabor agrio.
Medicinal
Sedum acre (el epíteto alude a su sabor áspero), en la medicina tradicional se utilizaba molida para tratar crisis de epilepsia, malaria y diarrea, y los tallos se machacaban aplicándolos en cataplasmas para las dolencias cutáneas. Es altamete tóxica por lo que solo se utiliza en forma de ungüento o pomada como cicatrizante.  Contiene alcaloides (sedamina), flavonoides (rutina) y mucílago, entre otras sustancias.

## Taxonomía
El género fue descrito por Carlos Linneo y publicado en Species Plantarum, vol. 1, p. 430 en 1753, y su diagnosis ampliada y precisada en Genera Plantarum, n.º 513, p. 197, 1754.
La especie tipo es Sedum acre L. 
Etimología
- Sedum: nombre genérico del latín que, en épocas romanas, designaba ciertas especies de la familia Crassulaceae (Sempervivum tectorum, Sedum album y Sedum acre), y usado, entre otros, por Plinio el Viejo en su Historia Naturalis (18, 159).[7][2]

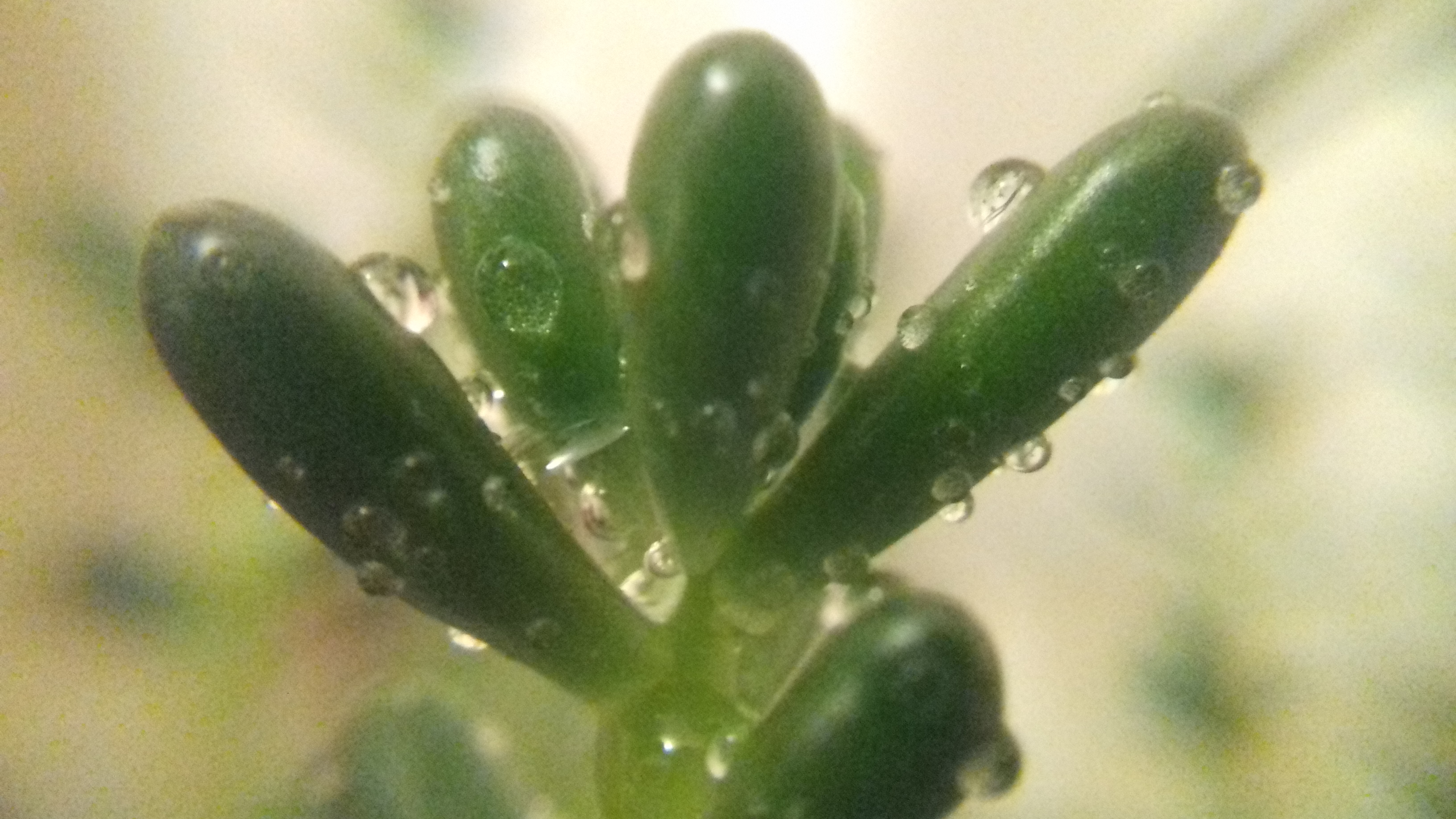
Sedum rubrotinctum

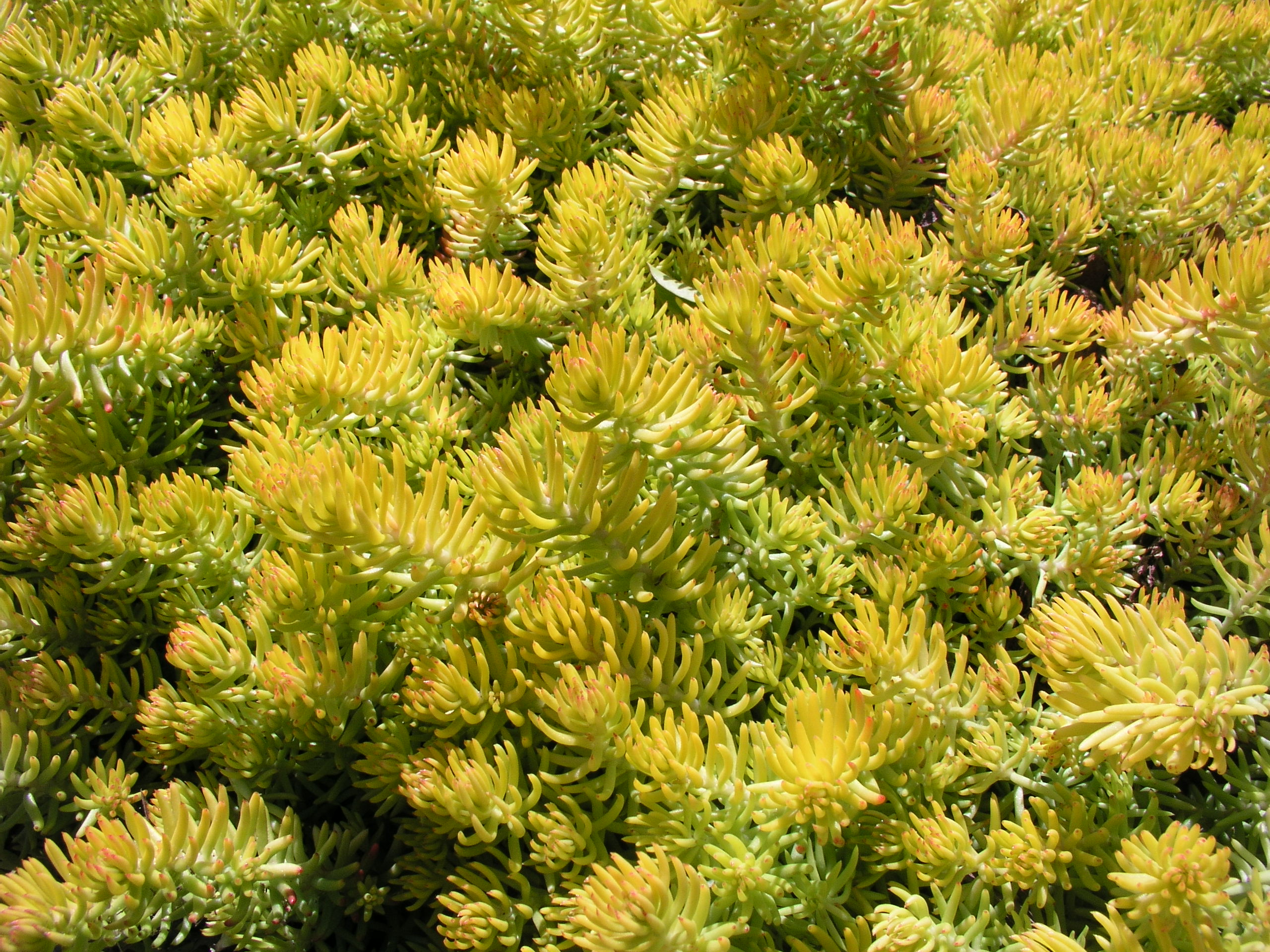
Sedum reflexum